# Campionato Nazionale Under-16
I campionati di calcio della categoria Under-16 sono tornei istituiti dalla FIGC tra il 2016 e il 2017 nell’intento di rilanciare la formazione di talenti italiani in un’epoca di insoddisfacenti risultati internazionali, sia a livello di Nazionale che di club.

## Campionato Under-16 Serie A e B
Il Campionato Nazionale Under-16 Serie A e B è una competizione giovanile organizzata dalla FIGC.
La manifestazione è stata fondata nel 2016 ed è riservata ai 40 club che prendono parte al campionato di Serie A e Serie B.

### Storia, formula e regolamento

#### Storia
Il campionato Under-16 è gestito dalla FIGC e fu istituito nel 2016. La competizione, organizzata dal settore giovanile e scolastico della FIGC, vede la partecipazione dei giovani calciatori nati dal 1º gennaio 2001 sino al compiemento del loro 14º anno di età, legati ai 40 club di Serie A e Serie B.

#### Formula e regolamento
Il campionato under-16 è strutturato in quattro fasi:
- Gironi eliminatori: le 42 società vengono suddivise in tre gironi (A, B e C) formati da 13 o 14 squadre, che si affrontano in gare di andata e ritorno. Ai quarti di finale accedono le prime e le seconde di ogni girone, mentre le terze, le quarte e le migliori due quinte disputano i play-off, tenendo conto dei seguenti criteri:

1. Punti classifica
2. Punti ottenuti negli scontri diretti
3. Differenza reti
4. Differenza reti ottenuta in campionato, in seguito del maggior numero di reti segnate
5. Classifica disciplinare
6. Sorteggio

In caso di parità fra tre o più squadre vengono considerati i seguenti criteri:
1. Punti ottenuti negli scontri diretti
2. Differenza reti
3. Differenza reti ottenuta negli scontri diretti
4. Differenza reti ottenuta in campionato, in seguito del maggior numero di reti segnate
5. Classifica disciplinare
6. Sorteggio

Per determinare l'accesso delle due miglior quinte ai play-off, vengono considerati i seguenti criteri:
1. Punti classifica
2. Differenza reti
3. Maggior numero di reti segnate
4. Classifica disciplinare
5. Sorteggio

- Play-off: le terze, le quarte e le miglior due quinte di ogni girone, prendono parte ai play-off. Gli 8 club si affrontano in gara unica nel primo turno (quarti di finale) e secondo turno (semifinale), le 2 società vincenti accedono ai quarti di finale. In caso di parità vengono considerati i seguenti criteri:

1. Maggior numero di reti segnate
2. Tempi supplementari (10 minuti per frazione)
3. Calci di rigore

Gli abbinamenti degli incontri sono decisi secondo la seguente graduatoria:
Sigla A (prime classificate)
- A1 - miglior prima classificata
- A2 - seconda miglior prima classificata
- A3 - terza miglior prima classificata

Sigla B (seconde classificate)
- B1 - miglior seconda classificata
- B2 - seconda miglior seconda classificata
- B3 - terza miglior seconda classificata

Sigla C (qualificate dai play-off)
- C1 - miglior qualificata
- C2 - seconda miglior qualificata

- Quarti di finale: le 8 squadre qualificate (le 6 società classificate tra il primo e il secondo posto più le vincenti dei play-off) disputeranno incontri di andata e ritorno, accedendo alla fase finale a 4. In caso di parità vengono considerati i seguenti criteri:

1. Differenza reti
2. Miglior piazzamento in graduatoria

Gli abbinamenti degli incontri sono decisi secondo la seguente graduatoria:
Sigla A (prime classificate)
- A1 - miglior prima classificata
- A2 - seconda miglior prima classificata
- A3 - terza miglior prima classificata

Sigla B (seconde classificate)
- B1 - miglior seconda classificata
- B2 - seconda miglior seconda classificata
- B3 - terza miglior seconda classificata

Sigla C (qualificate dai play-off)
- C1 - miglior qualificata
- C2 - seconda miglior qualificata

- Fase finale a 4: le 4 squadre qualificate alla fase finale a 4 si scontrano in gare a eliminazione diretta (semifinali e finale per determinare 1º e 2º posto). In caso di parità vengono considerati i seguenti criteri:

1. Tempi supplementari (10 minuti per frazione)
2. Calci di rigore

### Statistiche

#### Albo d'oro
L'albo d'oro delle squadre vincitrici della competizione dal 2016 ad oggi.
| Anno      | Finale                 | Finale                 | Finale                 | Numero di squadre      | Note                   |
| Anno      | Vincitore              | Risultato              | 2º posto               | Numero di squadre      | Note                   |
| --------- | ---------------------- | ---------------------- | ---------------------- | ---------------------- | ---------------------- |
| 2016-2017 | Milan                  | 5-2                    | Roma                   | 42                     | [ 2 ]                  |
| 2017-2018 | Inter                  | 3-0                    | Juventus               | 42                     | [ 3 ]                  |
| 2018-2019 | Empoli                 | 4-3                    | Inter                  | 39                     | [ 4 ]                  |
| 2019-2020 | competizione annullata | competizione annullata | competizione annullata | competizione annullata | competizione annullata |
| 2020-2021 | competizione annullata | competizione annullata | competizione annullata | competizione annullata | competizione annullata |
| 2021-2022 | Roma                   | 0-0 (1-0 dts)          | Milan                  | 40                     | [ 5 ]                  |
| 2022-2023 | Roma                   | 3-2                    | Fiorentina             | 40                     | [ 6 ]                  |
| 2023-2024 | Atalanta               | 3-2                    | Milan                  | 40                     | [ 7 ]                  |
| 2024-2025 | Juventus               | 3-1                    | Empoli                 | 40                     | [ 8 ]                  |

#### Vittorie per squadra
| Squadra  | Titoli | Edizioni             |
| -------- | ------ | -------------------- |
| Roma     | 2      | 2021-2022, 2022-2023 |
| Milan    | 1      | 2016-2017            |
| Inter    | 1      | 2017-2018            |
| Empoli   | 1      | 2018-2019            |
| Atalanta | 1      | 2023-2024            |
| Juventus | 1      | 2024-2025            |

## Campionato Under-16 Serie C
Il torneo è stato attivato sperimentalmente nel 2017 con una selezione di 19 club di Serie C, che vengono suddivisi in due gironi (A e B), la formula usata nel torneo è la medesima del campionato nazionale.

### Statistiche

#### Albo d'oro
Qui di seguito vi è illustrato l'albo d'oro dei club vincenti dal 2017 ad oggi.
| Anno      | Finale                 | Finale                 | Finale                 | Numero di squadre      | Note                   |
| Anno      | Vincitore              | Risultato              | 2º posto               | Numero di squadre      | Note                   |
| --------- | ---------------------- | ---------------------- | ---------------------- | ---------------------- | ---------------------- |
| 2017-2018 | Renate                 | 3-1                    | Pordenone              | 19                     | [ 10 ]                 |
| 2018-2019 | Novara                 | 3-0                    | L.R. Vicenza           | 18                     | [ 11 ]                 |
| 2019-2020 | competizione annullata | competizione annullata | competizione annullata | competizione annullata | competizione annullata |
| 2020-2021 | competizione annullata | competizione annullata | competizione annullata | competizione annullata | competizione annullata |
| 2021-2022 | Virtus Entella         | 2-0                    | Pro Sesto              | 28                     | [ 12 ]                 |
| 2022-2023 | Cesena                 | 1-0                    | L.R. Vicenza           | 28                     | [ 13 ]                 |
| 2023-2024 | Cesena                 | 2-1                    | Virtus Entella         | 36                     | [ 14 ]                 |
| 2024-2025 | SPAL                   | 1-1 (3-1 dtr)          | Padova                 | 36                     | [ 15 ]                 |

#### Vittorie per squadra
| Squadra        | Titoli | Edizioni             |
| -------------- | ------ | -------------------- |
| Cesena         | 2      | 2022-2023, 2023-2024 |
| Renate         | 1      | 2017-2018            |
| Novara         | 1      | 2018-2019            |
| Virtus Entella | 1      | 2021-2022            |
| SPAL           | 1      | 2024-2025            |